# Lapalud
Lapalud ist eine französische Gemeinde mit 3831 Einwohnern (Stand 1. Januar 2022) im Département Vaucluse in der Region Provence-Alpes-Côte d’Azur. Sie gehört zum Arrondissement Carpentras und zum Kanton Bollène. Die Einwohner werden Lapalucien(ne)s genannt.

## Geografie
Lapalud ist die westlichste Gemeinde des Départements Vaucluse. Sie liegt in der Landschaft Tricastin in der Provence. Die Rhône begrenzt die Gemeinde im Westen. Umgeben wird Lapalud von den Nachbargemeinden Pierrelatte im Norden, Bollène im Osten, Lamotte-du-Rhône im Süden, Saint-Just-d’Ardèche im Südwesten und Saint-Marcel-d’Ardèche im Westen.
Durch die Gemeinde führt die Route nationale 7.

## Bevölkerungsentwicklung
| Jahr      | 1962 | 1968 | 1975 | 1982 | 1990 | 1999 | 2006 | 2017 |
| --------- | ---- | ---- | ---- | ---- | ---- | ---- | ---- | ---- |
| Einwohner | 1477 | 2345 | 2260 | 3133 | 3332 | 3267 | 3425 | 3805 |
| Quelle    |      |      |      |      |      |      |      |      |

## Sehenswürdigkeiten

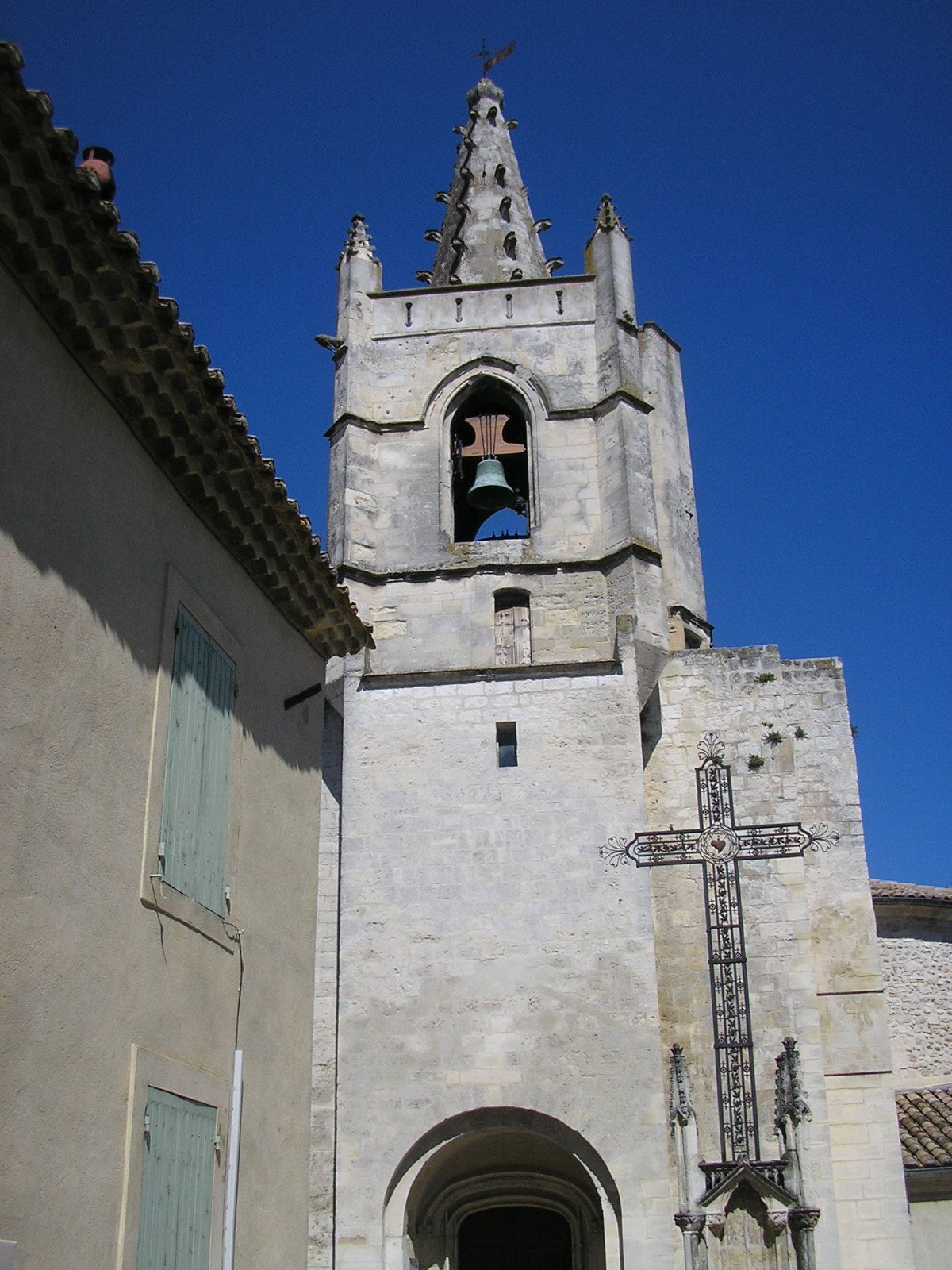
Kirche von Lapalud

- Kirche Saint-Pierre-aux-Liens, teilweise im 13. Jahrhundert im romanischen Stil entstanden, Glockenturm aus dem 15. Jahrhundert, seit 1973 Monument historique
- Kardinalshaus, während des Sitzes des (Gegen-)Papstes in Avignon Residenz von Kardinälen
- Rathaus von 1911

## Persönlichkeiten
- Joseph Louis Victor Jullien de Bidon (1764–1839), General
- Rodolphe Julian (1839–1907), Maler